# Gris
|  | Per a altres significats, vegeu «Gris (extraterrestre)». |

|  | Per a altres significats, vegeu «Gris (videojoc)». |

El gris o burell és un color intermedi entre el negre i el blanc. És un color neutre o acromàtic, és a dir, literalment, és "sense color", perquè pot estar compost de blanc i negre. És el color d'un cel cobert de núvols, de la cendra i del plom.
A Europa i Amèrica del Nord, les enquestes mostren que el gris és el color més associat a la neutralitat, el conformisme, l'avorriment, la incertesa, la vellesa, la indiferència i la modèstia. Només un per cent dels enquestats l'escullen com el seu color preferit.

## En la història i l'art

### Edat mitjana
En l'antiguitat i l'edat mitjana, el gris era el color de la llana sense tenyir i, per tant, era el color més utilitzat pels camperols i els pobres. També era el color que portaven els monjos i frares cistercencs de l'orde franciscana i caputxina com a símbol dels seus vots d'humilitat i pobresa. Els frares franciscans d'Anglaterra i Escòcia eren coneguts comunament com els frares grisos, i aquest nom es relaciona al segle XXI en molts llocs de Gran Bretanya.

### Renaixement i Barroc
Durant el Renaixement i el Barroc, el gris va començar a tenir un paper important en la moda i l'art. El negre es va convertir en el color més popular de la noblesa, especialment a Itàlia, França i Espanya, i el gris i el blanc hi combinaven bé.
El gris també s'utilitzava freqüentment per al dibuix de pintures a l'oli, una tècnica anomenada grisalla. El quadre es compondria primer en gris i blanc, i després s'hi afegirien els colors, fets amb esmalts transparents prims. La grisalla de sota proporcionaria l'ombra, visible a través de les capes de color. De vegades, la grisalla simplement es deixava descoberta, donant l'aparença de pedra tallada.
El gris era un color de fons especialment bo per a l'or i per als tons de pell. Es va convertir en el fons més comú per als retrats de Rembrandt van Rijn i per a moltes de les pintures d'El Greco, que l'utilitzaven per destacar els rostres i els vestuaris de les figures centrals. La paleta de Rembrandt estava composta gairebé íntegrament per colors foscos. Composava els seus grisos càlids a partir de pigments negres fets de carbó vegetal o d'ossos d'animals cremats, barrejats amb blanc de plom o un blanc de calç, que escalfava amb una mica de color vermell de pigment del llac de cotxinilla o boja. En una pintura, el retrat de Margaretha de Geer (1661), una part d'una paret grisa al fons està pintada amb una capa de marró fosc sobre una capa de terres taronja, vermelles i grogues, barrejades amb negre d'ivori i una mica de plom blanc. Sobre això va posar una capa addicional d'esmalt feta de barreja de blau smalt, ocre vermell i groc. Amb aquests ingredients i molts altres, va fer grisos que tenien, segons l'historiador de l'art Philip Ball, "una increïble subtilesa de pigmentació". Els grisos i marrons càlids i foscos servien per emfatitzar la llum daurada de les cares dels quadres.

### Segles XVIII i XIX
El gris es va convertir en un color molt de moda al segle xviii, tant per als vestits de dona com per als armilles i abrics d'home. Semblava especialment lluminós acolorant els teixits de seda i setí que portaven la noblesa i els rics.
La moda femenina al segle XIX estava dominada per París, mentre que la moda masculina la va establir Londres. El vestit de negoci gris va aparèixer a mitjans del segle XIX a Londres; gris clar a l'estiu, gris fosc a l'hivern; substituint la paleta més colorida de roba masculina a principis de segle.
La roba de les dones que treballaven a les fàbriques i tallers de París al segle XIX era habitualment grisa. Això els va donar el nom de grisettes.
El gris també es va convertir en un color comú per als uniformes militars; en una època de rifles amb un abast més llarg, els soldats de gris eren menys visibles com a objectius que els que anaven de blau o vermell. El gris era el color dels uniformes de l'exèrcit confederat durant la guerra civil nord-americana, i de l'exèrcit prussià per a la roba de servei actiu a partir de 1910.
Diversos artistes de mitjans del segle XIX van utilitzar tons de gris per crear pintures memorables; Jean-Baptiste-Camille Corot va utilitzar tons de verd-gris i blau gris per donar harmonia als seus paisatges, i James McNeill Whistler va crear un gris especial per al fons del retrat de la seva mare, i per al seu propi autoretrat.
La disposició de tons grisos de Whistler va tenir un efecte en el món de la música, en el compositor francès Claude Debussy. El 1894, Debussy va escriure al violinista Eugène Ysaÿe descrivint els seus Nocturns com "un experiment en les combinacions que es poden obtenir a partir d'un color: el que seria un estudi en gris en pintura".

### Segles XX i XXI
A finals de la dècada de 1930, el gris es va convertir en un símbol de la industrialització i la guerra. Va ser el color dominant de la famosa pintura de Pablo Picasso sobre els horrors de la guerra civil espanyola, Guernica.
Després de la guerra, el vestit de negocis gris es va convertir en una metàfora de la uniformitat de pensament, popularitzada en llibres com The Man in the Grey Flannel Suit (1955), que es va convertir en una pel·lícula d'èxit el 1956.

## En les ciències naturals i la tecnologia

### Climatologia
La blancor o foscor dels núvols és en funció de la seva profunditat. Els núvols blancs petits i esponjosos a l'estiu semblen blancs perquè la llum del sol s'està dispersant per les petites gotes d'aigua que contenen i aquesta llum blanca arriba a l'ull de l'espectador. Tanmateix, a mesura que els núvols es fan més grans i més gruixuts, la llum blanca no pot penetrar a través del núvol i es reflecteix a la part superior. Els núvols semblen grisos més foscos durant les tempestes, quan poden arribar a fer entre 20.000 i 30.000 peus d'alçada.
Els núvols estratiformes són una capa de núvols que cobreix tot el cel, i que tenen una profunditat d'entre uns centenars i uns quants milers de peus de gruix. Com més gruixuts són els núvols, més foscos apareixen des de baix, perquè poca part de la llum solar és capaç de passar. Des de dalt, en un avió, els mateixos núvols semblen perfectament blancs, però des de terra el cel es veu ombrívol i gris.

### Cabells
El color del cabell d'una persona es crea pel pigment de la melanina, que es troba al nucli de cada cabell. La melanina també és responsable del color de la pell i dels ulls. Només hi ha dos tipus de pigments: fosc (eumelanina) o clar (feomelanina). Combinats de diversa manera, aquests pigments creen tots els colors naturals del cabell.
La melanina mateixa és el producte d'una cèl·lula especialitzada, el melanòcit, que es troba a cada fol·licle pilós, d'on creix el cabell. A mesura que creix el cabell, el melanòcit injecta melanina a les cèl·lules ciliades, que contenen la proteïna queratina i que constitueix el nostre cabell, pell i ungles. Mentre els melanòcits continuïn injectant melanina a les cèl·lules ciliades, el cabell conserva el seu color original. A una certa edat, però, que varia d'una persona a una altra, la quantitat de melanina injectada es redueix i finalment s'atura. El cabell, sense pigment, es torna gris i finalment blanc. El motiu d'aquesta disminució de la producció de melanòcits és incert. Al número de febrer de 2005 de Science, un equip de científics de Harvard va suggerir que la causa era el fracàs de les cèl·lules mare dels melanòcits per mantenir la producció dels pigments essencials, a causa de l'edat o factors genètics, després d'un període determinat. Per a algunes persones, l'avaria arriba als vint; per als altres, molts anys després. Segons el lloc de la revista Scientific American, "en termes generals, el 50 % dels caucàsics són un 50 per cent grisos als 50 anys". Els goril·les mascles adults també desenvolupen pèl platejat, però només a l'esquena.

### Òptica
Al llarg dels segles, els artistes han creat tradicionalment el gris barrejant el blanc i el negre en diverses proporcions. Van afegir una mica de vermell per fer un gris més càlid, o una mica de blau per a un gris més fresc. Els artistes també podrien fer un gris barrejant dos colors complementaris, com el taronja i el blau.
Avui en dia, el gris de televisors, pantalles d'ordinador i telèfons es crea normalment utilitzant el model de color RGB. La llum vermella, verda i blava combinada a plena intensitat a la pantalla negra fa que el blanc; rebaixant la intensitat, és possible crear tons de gris.
A la impressió, el gris s'obté normalment amb el model de color CMYK, utilitzant cian, magenta, groc i negre. El gris es produeix utilitzant blanc i negre o combinant quantitats iguals de cian, magenta i groc. La majoria dels grisos tenen un color fresc o càlid, ja que l'ull humà pot detectar fins i tot una petita quantitat de saturació de color. El groc, el taronja i el vermell creen un "gris càlid". El verd, el blau i el violeta creen un "gris fresc". Quan no s'afegeix cap color, el color és "gris neutre", "gris acromàtic" o simplement "gris". Les imatges que consisteixen completament en negre, blanc i grisos s'anomenen monocroms, en blanc i negre o en escala de grisos.
Model RGB
Els valors de gris resulten quan r = g = b, per al color (r, g, b)
Model CMYK
Els valors de gris es produeixen per c = m = y = 0, per al color (c, m, y, k). La lleugeresa s'ajusta variant k . En teoria, qualsevol mescla on c = m = y és neutra, però a la pràctica aquestes mescles solen ser d'un marró fangós (vegeu la discussió sobre aquest tema).
Model HSL i HSV
Els grisos acromàtics no tenen tonalitat, de manera que el codi h es marca com a "indefinit" mitjançant un guió: -- ; Els grisos també resulten sempre que s és 0 o no està definit, com és el cas quan v és 0 o l és 0 o 1
| Nom del color HTML | Mostra                |                                        | Triplet hexagonal |
| ------------------ | --------------------- | -------------------------------------- | ----------------- |
|                    | (representat pel nom) | (representada per triplet hexadecimal) |                   |
| gainsboro          |                       |                                        | #DCDCDC           |
| gris clar          |                       |                                        | #D3D3D3           |
| plata              |                       |                                        | #C0C0C0           |
| gris fosc          |                       |                                        | #A9A9A9           |
| gris               |                       |                                        | #808080           |
| fosc               |                       |                                        | #696969           |
| gris pissarra clar |                       |                                        | #77 8899          |
| gris pissarra      |                       |                                        | #70 8090          |
| gris pissarra fosc |                       |                                        | #2F 4F4F          |

### Colors web
Hi ha diversos tons de gris disponibles per utilitzar-los amb HTML i fulls d'estil en cascada (CSS) com a colors, mentre que 254 grisos reals estan disponibles mitjançant l'especificació d'un triplet hexadecimal per al valor RGB. Tots s'escriuen en gris (en anglès), l'ús de l'ortografia gris pot provocar errors. Aquesta grafia es va heretar de la llista de colors X11. El motor del navegador Trident d'Internet Explorer no reconeix el gris i el fa verd. Una altra anomalia és que el gris és de fet molt més fosc que el color X11 marcat gris fosc; això es deu a un conflicte amb el gris HTML original i el gris X11, que s'acosta més al plata d'HTML. Els tres colors gris pissarra no es troben en l'escala de grisos, sinó que estan lleugerament saturats cap al cian (verd + blau). Com que hi ha un nombre parell (256, incloent blanc i negre) de tons de gris insaturats, hi ha dos tons de gris a cavall del punt mitjà en l'escala de grisos de 8 bits. El nom del color gris s'ha assignat el més clar dels dos tons (128, també conegut com #808080), a causa de l'arrodoniment.

### Pigments
Fins al segle XIX, els artistes tradicionalment creaven el gris simplement combinant el blanc i el negre. Rembrandt Van Rijn, per exemple, normalment utilitzava blanc de plom i negre de carboni o negre d'ivori, juntament amb tocs de blaus o vermells per refredar o escalfar el gris.
A principis del segle XIX, va aparèixer al mercat un nou gris, Payne's grey. El gris de Payne és un blau-gris fosc, una barreja d'ultramar i negre o d'ultramar i siena. Porta el nom de William Payne, un artista britànic que va pintar aquarel·les a finals del segle XVIII. El primer ús registrat del gris de Payne com a nom de color en anglès va ser el 1835.

### Animals
El gris és un color molt comú per als animals, els ocells i els peixos, que va des de les balenes fins als ratolins. Proporciona un camuflatge natural i els permet combinar-se amb el seu entorn.

### Cervell
La substància que compon el cervell de vegades es coneix com a matèria grisa, o "les petites cèl·lules grises", de manera que el color gris s'associa amb coses intel·lectuals. Tanmateix, el cervell humà viu és en realitat de color rosa; només es torna gris quan està mort.

### Nanotecnologia
La plaga grisa és un hipotètic escenari de fi del món, també conegut com a ecofàgia: els nanobots autoreplicables fora de control consumeixen tota la matèria viva de la Terra mentre construeixen més d'ells mateixos.

### Soroll
En enginyeria del so, el soroll gris és un soroll aleatori sotmès a un contorn d'igual sonoritat, com una corba de ponderació A invertida, en un rang determinat de freqüències, donant a l'oient la percepció que és igual de fort a totes les freqüències.

## En la cultura

### Religió
En la religió cristiana, el gris és el color de la cendra i, per tant, un símbol bíblic de dol i penitència. Es pot utilitzar durant la Quaresma o en dies especials de dejuni i pregària. Com a color de la humilitat i la modèstia, el gris és portat pels frares de l'ordre dels frares menors caputxins i de l'ordre franciscà així com pels frares de l'ordre cisterciense. Les sotanes grises són usades pel clergat de l'Església Catòlica Apostòlica Brasilera .
Els monjos i sacerdots budistes del Japó i Corea solen portar una túnica exterior amb mànigues de color gris, marró o negre.
Els sacerdots taoistes a la Xina també porten sovint de color gris.
En el paganisme, el gris és un símbol d'estabilitat, contemplació, neutralitat i reserva. Es pot utilitzar en lloc de qualsevol color com el blanc, i pot lligar i desterrar coses com el negre.

### Política
El gris rarament s'utilitza com a color pels partits polítics, en gran part per la seva associació comuna amb el conformisme, l'avorriment i la indecisió. Un exemple d'un partit polític que utilitza el gris com a color són les panteres grises alemanyes.
El terme "poder gris" o "el vot gris" s'utilitza de vegades per descriure la influència dels votants més grans com a bloc de vot. Als Estats Units, les persones grans tenen més probabilitats de votar i solen votar per protegir determinades prestacions socials, com ara la Seguretat Social.
Els grisos és un terme utilitzat de vegades de manera pejorativa pels ecologistes del moviment verd per descriure aquells que s'oposen a les mesures mediambientals i, suposadament, prefereixen el gris del formigó i el ciment.

### Militars
Durant la Guerra Civil Espanyola (1936-1939), el terme "grisos" va ser utilitzat per referir-se als soldats franquistes. Aquesta denominació es deu al color dels uniformes que portaven, que eren de color gris verdós o gris blavós, en contrast amb els uniformes blaus o marrons que solien portar els soldats republicans.
Durant la guerra civil nord-americana, els soldats de l'exèrcit confederat portaven uniformes grisos. A l'inici de la guerra, els exèrcits del Nord i del Sud tenien uniformes molt semblants; algunes unitats confederades vestien de blau, i algunes unitats de la Unió vestien de gris. Naturalment, hi havia confusió, i de vegades els soldats disparaven per error als soldats del seu propi exèrcit. El 6 de juny de 1861, el govern confederat va emetre regulacions que estandarditzaven l'uniforme de l'exèrcit i establia el gris cadet com el color de l'uniforme. Aquest era (i encara és) el color de l'uniforme dels cadets de l'Acadèmia Militar dels Estats Units a West Point, i dels cadets del Virginia Military Institute, que va produir molts oficials per a la Confederació. Els nous uniformes van ser dissenyats per Nicola Marschall, un artista alemany-americà, que també va dissenyar la bandera confederada original. Va seguir de prop el disseny dels uniformes militars francesos i austríacs contemporanis.
L'exèrcit alemany va portar uniformes grisos des de 1907 fins a 1945, tant durant la Primera Guerra Mundial com durant la Segona Guerra Mundial. El color escollit va ser un gris verd anomenat field grey (alemany: feldgrau). Va ser escollit perquè era menys visible a distància que els anteriors uniformes alemanys, que eren blau de Prússia. Va ser un dels primers colors uniformes que es van triar pel seu valor de camuflatge, important en la nova era de la pólvora sense fum i els rifles i metralladores més precisos. Va donar als alemanys un avantatge evident a l'inici de la Primera Guerra Mundial, quan els soldats francesos anaven vestits amb jaquetes blaves i pantalons vermells. L'exèrcit finlandès també va començar a utilitzar uniformes grisos al model alemany.

### Vestit
Durant el segle XIX, la moda femenina va ser en gran part dictada per París, mentre que Londres va establir la moda per als homes. La intenció d'un vestit de negoci era mostrar seriositat i la seva posició en els negocis i la societat. Al llarg del segle, els colors brillants van desaparèixer de la moda masculina i van ser substituïts en gran manera per una levita negra o gris carbó fosca a l'hivern i grisos més clars a l'estiu. A principis del segle xx, la levita es va substituir gradualment pel vestit de saló, una versió menys formal del vestit de nit, que també sol ser negre o gris carbó. A la dècada de 1930 l'estil de vestit anglès s'anomenava drape suit, amb espatlles amples i una cintura retallada, generalment de color gris fosc o clar. Després de la Segona Guerra Mundial, l'estil va canviar a un ajust més prim anomenat tall continental, però el color es va mantenir gris.

### Esports
Al beisbol, el gris és el color que s'utilitza habitualment per als uniformes de carretera. Això es va produir perquè al segle XIX i principis del XX, els equips visitants normalment no tenien accés a les instal·lacions de bugaderia a la carretera, per la qual cosa no es notaven taques als uniformes grisos més foscos en comparació amb els uniformes blancs que portava l'equip local.
Les seleccions de futbol de Nova Caledònia han lluït samarretes grises de la casa i el color apareix a la seva insígnia de futbol.
Els equips de bàsquet de la Universitat de Georgetown porten tradicionalment uniformes grisos a casa.

## Simbolisme
A Amèrica i Europa, el gris és un dels colors menys populars. En una enquesta europea, només l'1 % dels homes va dir que era el seu color preferit, i un 13 % l'anomenava el seu color menys preferi. La resposta de les dones va ser gairebé la mateixa. Segons la historiadora del color Eva Heller, "el gris és massa feble per ser considerat masculí, però massa amenaçador per ser considerat un color femení. No és ni càlid ni fred, ni material ni espiritual. Amb el gris, no sembla que res estigui decidit." També denota indefinició, com en una zona grisa.
El gris és el color més associat en moltes cultures amb la gent gran i la vellesa, per l'associació amb els cabells grisos; simbolitza la saviesa i la dignitat que venen amb l'experiència i l'edat. El New York Times de vegades s'anomena The Grey Lady per la seva llarga història i la seva estimada posició en el periodisme nord-americà.
El gris és el color més associat a Europa i Amèrica amb la modèstia.

### Connotacions del gris
- Una vida grisa, o una persona grisa és avorrida, monòtona, sense sentit.
- En moral, es diu que les coses no són ni blanques ni negres sinó grises, per evitar el maniqueisme.
- S'associa a la pena, a la pluja i a la tardor.
- La substància grisa és un sinònim de cervell.
- És el color associat a la indústria i la ciutat.
- Les cendres són grises, per això en algunes cultures el gris és el color de la mort.
- Representa l'edat i l'experiència (pels cabells blancs barrejats amb els negres).
- En l'obra Momo, de Michael Ende, els homes grisos són els que volen robar el temps, i és una faula molt usada en psicologia.
- Els grisos representaven la policia en època de Franco perquè vestien d'aquest color.
- Els elfs i goblins quan no són verds són grisos.
- Es relaciona amb Mercuri.